# Спомагателно обслужване на стопанската дейност, некласифицирано другаде
Спомагателното обслужване на стопанската дейност, некласифицирано другаде е подотрасъл на административните офис дейности и друго спомагателно обслужване на стопанската дейност в Статистическата класификация на икономическите дейности за Европейската общност.
Секторът включва разнородни специализирани услуги като събирането на парични вземания, събирането на финансова информация за търговски контрагенти, опаковането на стоки, някои стенографски услуги, организиране на търгове и други.
Към 2017 година в България секторът има обем на продажбите 384 милиона лева и около 10 хиляди служители.